# نیایشگاه نگرپارکر جین
معبد نگرپارکر جین (به انگلیسی: Nagarparkar Jain Temples) یک معبد باستانی در پاکستان است که در کوه‌های کارونجهر واقع شده‌است.
منظر فرهنگی نگرپرکار در مرز جنوبی صحرای وسیع ثار قرار دارد؛ مناطقی که پیشتر جزئی از دریای عرب بودند و با پسروی آب، باتلاق‌های آبرفتی و برکه‌های آب شور و بخشی از پناهگاه‌های حیات وحش جای آن را گرفتند. نگرپارکر برای قرن‌ها مرکز مهم مذهب و فرهنگ جینیسم بود. جین‌ها تاجران دریایی و مشاوران مالی راجپوت‌ها، گورکانیان و سلاطین دهلی بودند. آن‌ها بر تجارت و بازرگانی منطقه از طریق بندر پریناگر تسلط داشتند که گمان می‌رود در قرن پنجم قبل از میلاد تأسیس شده بوده. تپه‌های کارونجهار زیارتگاهی از فضاهای مقدس مرتبط با مؤسس آئین جین، مهاویرا و پارسایان این آئین بود؛ جایی که یوگی‌ها و جین مونی‌ها دعا می‌کردند و ریاضت می‌کشیدند. ثروت جامعه جین در غنای معابد آن‌ها منعکس می‌شد. معابد مهم جین و بقایای ساختمان‌های مذهبی و مخازن آب در روستای نگرپارکر، از جمله معبد برجسته «بازار»، بودسار، ویاراوه، کاسبو و گوری در سال ۱۷۰۶ باشکوه توصیف شده. اما نفوذ پیروان جین به دلیل پسروی آب دریا از پرینگر و دیگر مراکز استقرار جین‌ها موجب کاهش فعالیت اقتصادیشان شد. تغییرات در خط ساحلی و مسیرهای تجاری باعث شد که جمعیت جین به‌طور قابل توجهی در قرن نوزدهم کاهش یابد و آخرین جامعه جین باقی مانده در منطقه، در سال ۱۹۴۷ تحت‌تأثیر وقایع پس از چندپارگی هند ترک وطن کردند. ایمان به این معابد اما هنوز در آن سوی مرز، راجستان هند، ادامه دارد و بسیاری از معابد آنجا، که همگی «ودیجی پرشوانات» نام دارند، ریشه خود را به مراکز مذهبی قبلی مانند گوری در نگرپارکر می‌رسانند.